# كوشك زر
كوشك زر هي قرية في مقاطعة ساوجبلاغ، إيران. يقدر عدد سكانها بـ 855 نسمة بحسب إحصاء 2016.